# Торик, Николай Антонович
Николай Антонович Торик (15 марта 1906, д. Перевоз, Копыльский район, Минская область — 14 апреля 1999, г. Москва, Россия) — советский военачальник, вице-адмирал.

## Биография
Торик Николай Антонович родился 15 марта 1906 года в деревне Перевоз Копыльского района Минской области в семье крестьянина. Мать: Софья Торик, отец: Антон Моисеевич Торик. 12 братьев и сестер. Белорус. В 1923 году окончил семилетку. С 1926 года на комсомольской работе в Слуцком РК ЛКСМБ.
В РККА с 1928 года. С декабря 1928 года по январь 1929 года — красноармеец. С января по октябрь 1929 года — курсант, а затем исполняет обязанности помощника командира батареи. С ноября 1929 года по декабрь 1930 года его назначают ответственным организатором ВЛКСМ 37-го артполка Белорусского военного округа. После окончания в 1931 году Ленинградских военно-политических курсов им. Ф.Энгельса, по февраль 1933 года служил в Ленинградском военном округе — помощником командира батареи по политчасти. С февраля по июнь 1933 года — инструктор политотдела 4-й стрелковой дивизии, а затем был ответственным секретарем партбюро танкового батальона.
После окончания в 1937 году Военно-политической академии его назначают ответственным редактором газеты «Красный Черноморец» Черноморского флота. В феврале 1938 года — назначают помощником начальника Политического управления РККФ по комсомольской работе. В декабре 1939 года он назначен заместителем начальника Политического управления КБФ.
В ходе советско-финской войны (1939—1940) с января по март 1940 года — военный комиссар передового морского десантного отряда. В апреле 1940 года назначен начальником Политического управления СФ — с августа 1940 по июль 1941 года — Управление политической пропаганды флота, после чего оно снова было преобразовано в Политическое управление. Эту должность он занимал до конца Великой Отечественной войны.
13 декабря 1942 года присвоено звание — генерал-майор береговой службы.
С 1945 года по 1950 год — начальник политуправления 4-го военно-морского флота, в 1950—1952 гг. — слушатель Высшей военной академии имени К. Е. Ворошилова.
В 1952—1955 гг. — член Военного совета Дунайской флотилии, в 1955—1966 гг. — член Военного совета — начальник политуправления Черноморского флота. 18 февраля 1958 года — присвоено звание «вице-адмирал».
В 1970 г. избран председателем Центрального Совета ОСВОДа РСФСР, занимал пост до 1973 г.
Вице-адмирал Торик Николай Антонович — Почетный гражданин города Слуцка, Минская область, Республика Беларусь. Был депутатом Верховного Совета Украинской ССР VI-го созыва (1963—1967 гг.) от Крымской области.
Вице-адмирал Торик Николай Антонович умер 14 апреля 1999 года. Похоронен на Кунцевском кладбище (участок 10).

## Семья
Был женат на Торик Софье Львовне (Брукер Сарра Лейбовна (1.05.1910-03.01.2003), дочь Торик Жанна Николаевна, (8 июля 1935 — 25.07.2018), Израиль.
Внук Торик Игорь Александрович, род 21 апреля 1962 г., проживает в г. Иерусалим Израиль.
Правнуки: Святослав (08.01.1982, Москва), Софья (09.05.1994, Иерусалим), Николай Аарон (30.06.1999, Иерусалим), Таэль Сарра (26.07.2008, Иерусалим), Натанэль (04.01.2010, Иерусалим), Александра Торик-Стец (12.12.2017, Иерусалим).

## Награды
- Орден Ленина;
- 3 Ордена Красного Знамени
- 2 Ордена Отечественной войны I степени
- Орден Трудового Красного Знамени
- 4 Ордена Красной Звезды